# Otto von Bismarck in Bad Kissingen

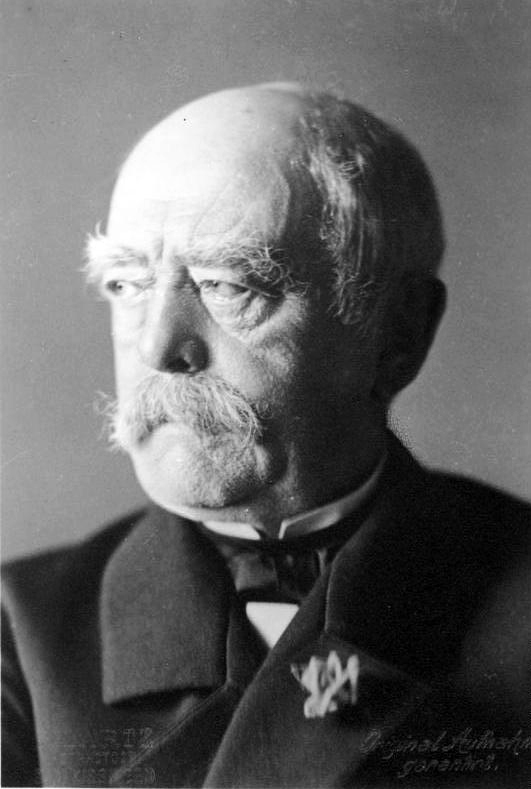
Otto von Bismarck, Fotografie von Jacques Pilartz, 1890.

Der Artikel Otto von Bismarck in Bad Kissingen behandelt die Kuraufenthalte von Reichskanzler Otto von Bismarck von 1876 bis 1893 in Bad Kissingen, das 1973 Große Kreisstadt des 1939 gebildeten unterfränkischen Landkreises Bad Kissingen werden sollte, beziehungsweise im Jahr 1874 in Hausen, das 1972 Stadtteil von Bad Kissingen werden sollte.

## Bismarcks erster Kissinger Kuraufenthalt und Attentat (1874)

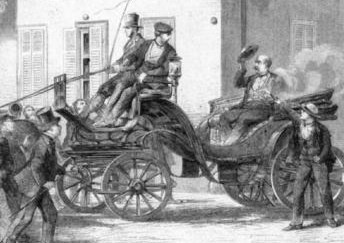
Das Attentat am 13. Juli 1874

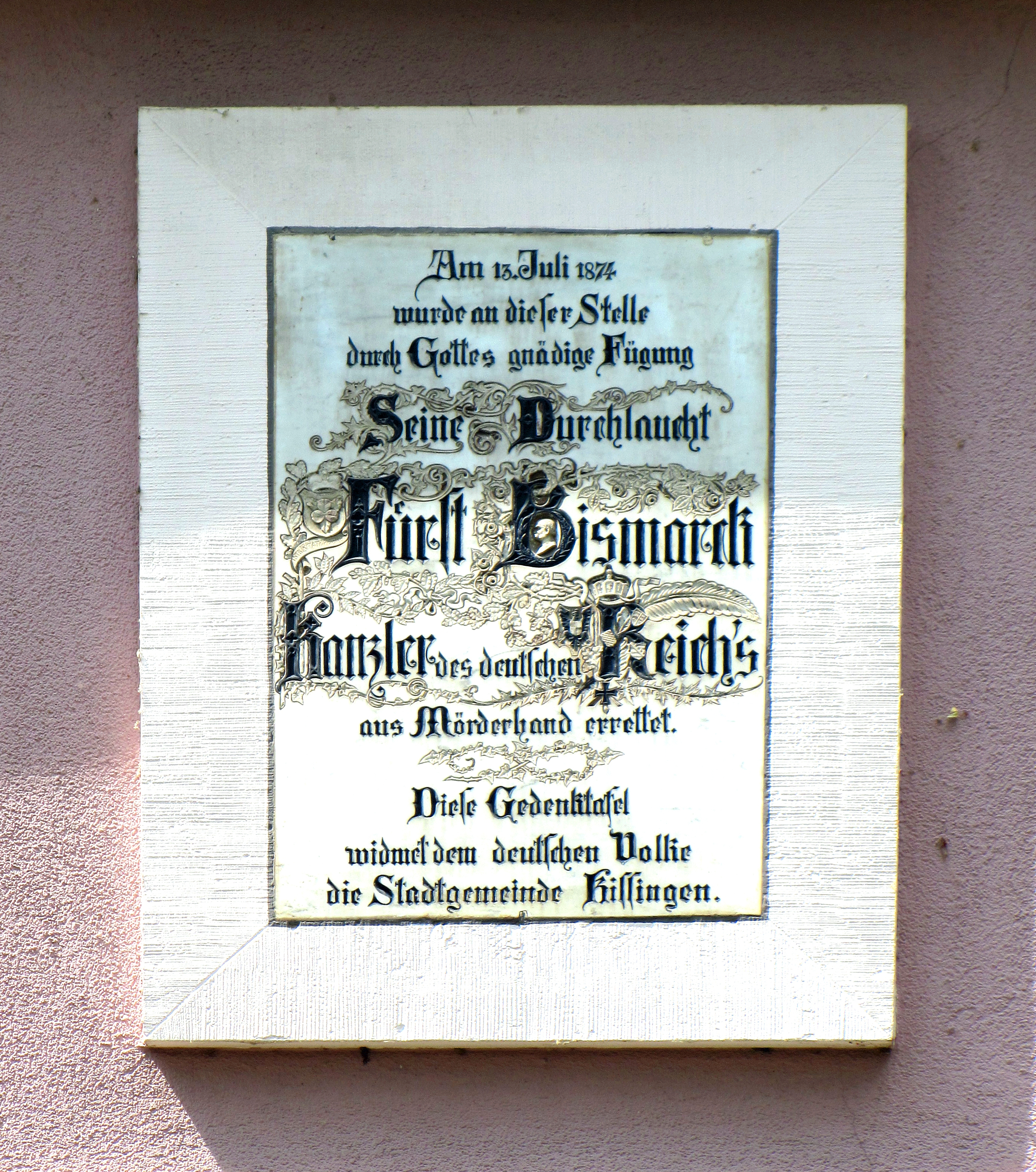
Gedenktafel in der Bismarckstraße in Bad Kissingen

Otto von Bismarck war bei seinem ersten Kuraufenthalt in Bad Kissingen im Gästehaus von Edmund Diruf in der damaligen Saalestraße (heute Bismarckstraße 16) untergebracht. Beim Gebäude handelt es sich um ein zweigeschossiges Haus im klassizistischen Stil. Heute befindet sich in dem Anwesen der Kissinger Hof.
Vor diesem Anwesen verübte der Böttchergeselle Eduard Kullmann am 13. Juli 1874 ein Attentat auf den Reichskanzler und feuerte zwei Schüsse ab, die lediglich zu einem Streifschuss an Bismarcks Hand führten. In einer spontanen Rede an die Kurgäste erklärte Bismarck, die Sache sei zwar gerade nicht kurgemäß aber das Geschäft bringe es eben so mit sich. Kullmanns Motiv für das Attentat auf Otto von Bismarck war dessen Kulturkampf gegen die katholische Kirche. Die Szene des Attentats wurde in der Folge mehrfach – angeblich nach Angaben von Augenzeugen – zeichnerisch dargestellt.
Der evangelische Stadtpfarrer hielt noch am gleichen Nachmittag einen Dankgottesdienst zum Überleben des Reichskanzlers ab; die jüdische Gemeinde sprach in der Synagoge ein Dankgebet. Durch ein Missverständnis geriet ein katholischer Geistlicher fälschlicherweise in den Verdacht, Bismarcks Kutsche aufgehalten und damit das Attentat ermöglicht zu haben.
Im Gegensatz zum Attentat auf Otto von Bismarck in Berlin am 7. Mai 1866 durch Ferdinand Cohen-Blind löste das Attentat in Bad Kissingen in den bürgerlichen Kreisen Empörung aus.
Noch im Jahr 1874 fertigte Bildhauer Michael Arnold eine Gedenktafel aus carraranischem Marmor an. Die Tafel befindet sich an der Wand des ehemaligen Anwesens der Dres. Diruf.
Als Folge des Attentats musste sich Bezirksamtmann von Röder wegen des offenbar mangelhaften Personenschutzes für Bismarck rechtfertigen. Ferner führte das Attentat dazu, dass Bismarck seine künftigen Kuraufenthalte nicht mehr in Bad Kissingen, sondern im nahe gelegenen Hausen (heute Stadtteil von Bad Kissingen) absolvierte.
Als Sechsjähriger wurde Schriftsteller, Diplomat und Mäzen Harry Graf Kessler, der später als Student im Jahre 1890 an einem Festakt zu Ehren Bismarcks in Hausen teilnahm, Augenzeuge des Attentats. Bereits im Jahr 1870 waren seine Eltern in Bad Ems Zeugen jener Szene zwischen dem preußischen König Wilhelm I. und dem Botschafter Vincent Benedetti geworden, die zur Emser Depesche und damit zum Deutsch-Französischen Krieg von 1870/71 führte.

## Kuraufenthalte in Hausen (1876–1893)

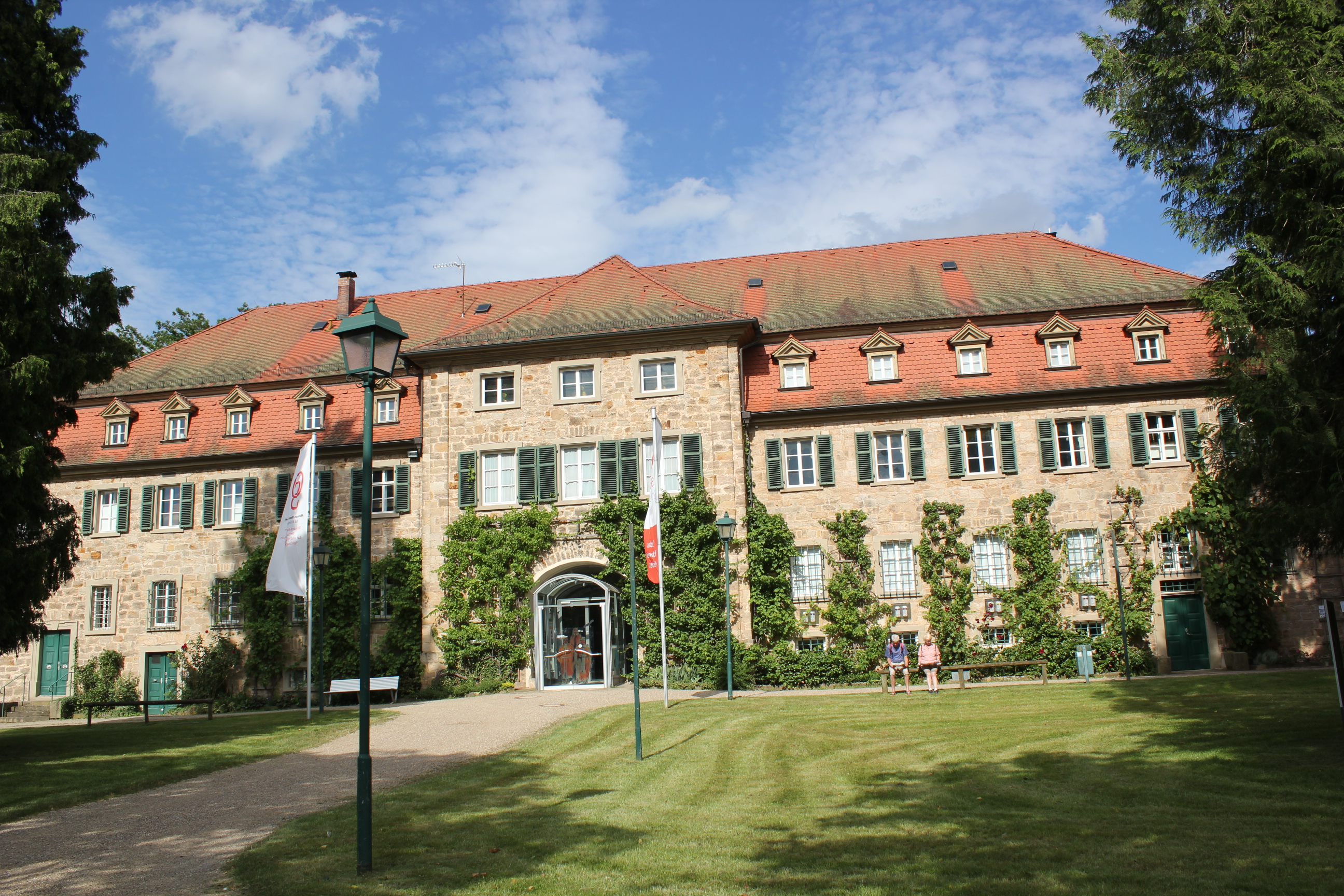
Die Obere Saline in Hausen

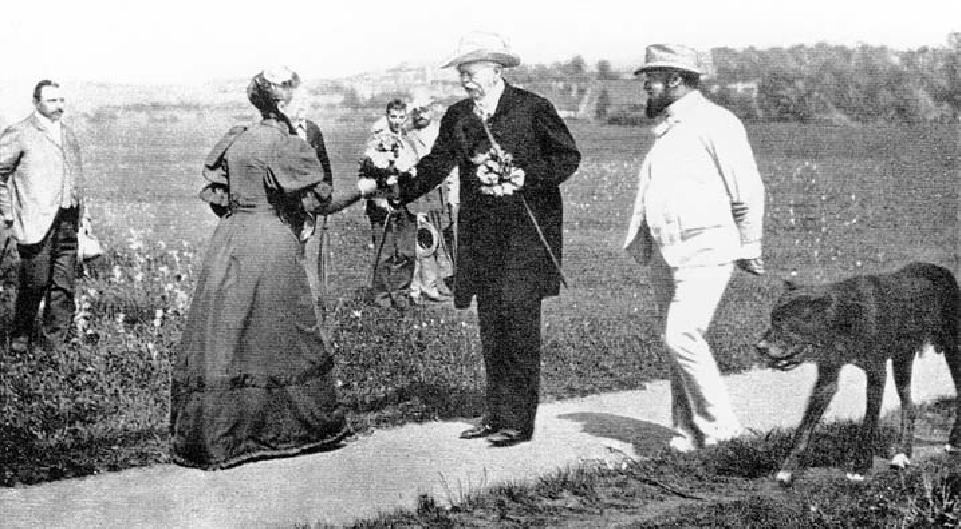
Otto von Bismarck mit Arzt Ernst Schweninger sowie Reichshund Tyras II

### Rückkehr Bismarcks nach Kissingen
Nach dem Attentat herrschte in Bad Kissingen die Befürchtung, Bismarck würde nicht mehr nach Bad Kissingen zurückkehren. Im Jahr 1876 kehrte Bismarck zurück, absolvierte ab da seine Kuraufenthalte aber in der Oberen Saline im heutigen Bad Kissinger Stadtteil Hausen. Bismarck sah seine Rückkehr nach Bad Kissingen bewusst als Versöhnungsgeste gegenüber Bayern, das er im Deutschen Krieg von 1866 besiegt hatte. Der Reichskanzler pflegte gute Kontakte zum besiegten Bayerischen König Ludwig II. und gewährte ihm finanzielle Unterstützung; der König wiederum stellte dem Reichskanzler Personal, das dieser für die Tätigung von Amtsgeschäften benötigte.
Der unter Überarbeitung leidende Bismarck trat die Kuren auf dringenden Rat seiner Ärzte an, um seine nervösen Reizzustände zu behandeln, die unter anderem neuralgische Gesichtsschmerzen sowie Magen- und Darmbeschwerden verursachten. Zu diesem Zweck suchte er regelmäßig das nahe der Unteren Saline gelegen Salinenbad auf, wo eigens für ihn die Bismarcks-Badewanne installiert wurde. An der Salinenpromenade entstand die in einem Pavillon untergebrachte Bismarck-Waage, in der sich gegen Gebühr jeder Kurgast wiegen lassen konnte.
Bismarcks Arzt Ernst Schweninger überwachte persönlich die Einhaltung der Badekuren durch den Reichskanzler und bewirkte eine Änderung von Bismarcks Lebensgewohnheiten in Bezug auf Ernährung, Bewegung, Ruhe, Arbeit und Schlaf. Obwohl Bismarck bisweilen über die Tyrannei dieses „Dämons in ärztlicher Spielart“ stöhnte, sagte Bismarck am 16. August 1890 dem Würzburger Redakteur Anton Memminger, Schweninger sei „überhaupt der einzige Mensch in meinem Leben gewesen, der Macht über mich gewonnen hat und dem ich nahezu unbedingt Gehorsam leiste. Oh, ich bin dem Mann zu größtem Dank verpflichtet“. Am nächsten Tag äußerte Bismarck gegenüber Vertretern der Kissinger Bürgschaft: „Nächst Gott verdanke ich mein gutes Befinden und meine Gesundheit meinem [Leibarzt] Schweninger und Kissingen“. Gegen große Widerstände verhalf Bismarck Schweninger im Jahr 1885 zu einer Professur für Dermatologie an der Berliner Charité. Neben Schweninger konsultierte Bismarck auch den Kissinger Badearzt Oskar von Diruf.

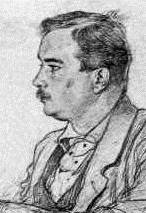
Selbstporträt von Allers, 1894

Bismarck besuchte die Kissinger Innenstadt und Kuranlagen nur selten; stattdessen bevorzugte er die Ruhe der Hausener Umgebung und unternahm Spaziergänge in das nahe gelegene Altenburger Haus oder das Kaskadental. Zu diesem Zweck wurde eigens für Bismarck im Jahr 1876 der Bismarck-Steg über die Fränkische Saale errichtet. Zwei Gendarmen bewachten den Steg vor Neugierigen. Laut örtlicher Überlieferung wurde der Steg nach jedem Besuch Bismarcks wieder abgebaut. Im Jahr 1890 entstand die Fotografie Momentaufnahme von Hofphotograph Fritz Schumann – 1890 des kgl. siamesischen Hofphotographen Fritz Schumann, der in der Bad Kissinger Lindesmühlpromenade ein Fotoatelier betrieb. Gelegentlich passierte Bismarck den heutigen Bad Kissinger Stadtteil Garitz bei seinen Ausflügen zur Ruine Aura und wurde dabei von den Garitzer Bürgern begrüßt.
Im Jahr 1893 entstand der Bildband Unser Bismarck des Hamburger Zeichners Christian Wilhelm Allers, als dieser den Reichskanzler mehrere Wochen lang auf seiner Kur begleitete. Der Bildband enthält neben Darstellungen des Reichskanzlers auch Darstellungen der lokalen Kursaison 1893 sowie von Alltagsszenen der Stadt. Bereits im Vorjahr 1892 war Allers' Bildband Bismarck in Friedrichsruh entstanden.
Im Rahmen eines Kommers, der im Altenburger Haus am 31. Juli 1891 von mehreren Studentenschaften zur Erinnerung an die Kriegsereignisse des Deutschen Krieges von 1866 abgehalten wurde, ehrten die Studenten den anwesenden Reichskanzler mit einer Darbietung des Liedes Die Wacht am Rhein. Schriftsteller, Diplomat und Mäzen Harry Graf Kessler, der im Alter von sechs Jahren das Kissinger Attentat auf Bismarck als Augenzeuge miterlebt hatte, war als Student einer der Teilnehmer am Festakt.

### Sicherheitsmaßnahmen und Infrastruktur
Auf genaue Anweisungen der Regierung von Unterfranken und Aschaffenburg an den Kissinger Bezirksamtmann wurde der Personenschutz verschärft. So wurde u. a. die Gendarmeriestation Obere Saline um einen Sergeanten und zwei Mann verstärkt. Die Infrastruktur wurde um eine Telegrafenstation (die 1997 wieder entfernt wurde), jedoch um keine Poststation ergänzt.
Der britische Geheimdienst, der in London Umtriebe des kommunistischen Arbeiterbildungsvereins vermutete, fing nach einem Sicherheitsbericht vom 21. Juli 1878 drei aus Kissingen stammende Briefe ab, die in Colmar aufgegeben wurden. Die Briefe bezogen sich auf Bismarcks Rückkehr nach Berlin und ließen den Geheimdienst ein dort geplantes Attentat auf Bismarck vermuten. Der im Brief erwähnte Name Gaydaburowitsch wurde im Sicherheitsbericht als „Gaetano Urschwitz oder ähnlich klingend“ beschrieben, doch konnte nicht ermittelt werden, um wen es sich dabei handelte.
Im Jahr 1881 vermutete das Bayerische Staatsministerium des Innern „Internationale Aktionen der Sozialisten“, die in London Mordpläne vorbereiten würden. Tatbeteiligte aus Frankreich und Italien sollten in Kissingen als „feine Kurgäste“ auftreten. Der damalige Bezirksamtmann und Badkommissar Freiherr von Braun erhielt Weisung, Zusammenkünfte von Sozialisten zu unterbinden sowie ausländische Gäste verstärkt zu überwachen. Bezirksamtmann von Braun kontrollierte zwecks möglicher Attentate durch Sozialdemokraten die Fremdenbücher persönlich; die Kissinger Kurliste wurde zwecks Kontrolle täglich nach Berlin geschickt.
Am 4. August 1881 brachte das Würzburger Journal einen Sensationsbericht über eine verdächtige Person, die von der Polizei abgefangen werden konnte. Am nächsten Tag berichtete Freiherr von Braun von einem verdächtigen Mann, der sieben Legitimationspapiere, zusammengeschlagene Silbergegenstände, ein Etui für Morphiumeinspritzungen und ein Messer mit sich führte. Die Gendarmerie konnte eine Flucht durch die Fränkische Saale verhindern. Der Mann, der sich zunächst als Goldarbeiter Schüller aus Elberfeld, dann als Kellner Langer aus Evaň ausgab, kam zunächst in das Gefängnis am Amtsgericht und dann an das Landgericht Schweinfurt. Offenbar plante er kein Attentat auf Bismarck, da er keine Angriffswaffen mit sich führte und sich Bismarck nicht genähert hatte, sondern wollte laut Vermutung der Polizei die gestohlenen Silbersachen einem im Steinhof tätigen Metzger mit schlechtem Leumund überbringen, der sich als Hehler betätigte.
Im gleichen Jahr gab es einen Drohbrief mit Morddrohungen gegen Bismarck wegen „seiner elenden Tyrannenpolitik“, woraufhin der Reichskanzler entgegen der offiziellen Ankündigung seine Heimreise nicht am Kissinger, sondern am Münnerstädter Bahnhof begann.
Zu einer Panne in der Überwachung kam es, wie Bismarcks Gastgeber Karl Streit in Christian Wilhelm Allers’ Bildband Unser Bismarck berichtete, als ein Ordensbruder des Kapuzinerordens unbemerkt die Obere Saline betreten konnte. Er hatte das Anwesen unbemerkt durch eine Gartentür betreten können und stieg eine Hintertreppe hoch, wo er den Reichskanzler in seinem Arbeitszimmer bei der Arbeit antraf. Bismarck entließ den Überraschungsgast mit freundlichen Worten und einem Geschenk.

### DieBismarck-Wohnungin derOberen Saline

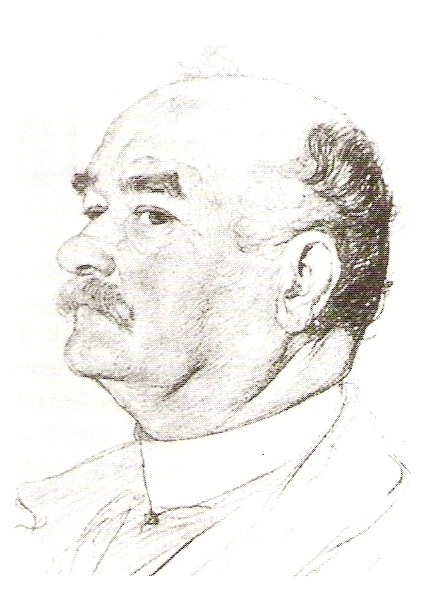
Karl Streit
(Zeichnung von Christian Wilhelm Allers)

Hausherr der Oberen Saline war deren Pächter Karl Streit, der auch den landwirtschaftlichen Betrieb der Oberen Saline in eigener Verantwortung übernahm. Vor Bismarcks erstem Kuraufenthalt in der Oberen Saline richtete Streit die leerstehenden Räume des aufgelöstem Hauptsalzamtes mit antikem, aus seiner Kunstsammlung stammendem Mobiliar aus. Dem Zeitgeschmack entsprechend stammten die Möbeln aus der Renaissance und dem Barock.
Karl Streit und Bismarck, die beide aus der Landwirtschaft stammten, wurden schnell gute Freunde. So pflegte der Reichskanzler nach jeder Ankunft in der Oberen Saline zunächst ein langes Gespräch mit Streit über Landwirtschaft zu führen. Laut Nachruf in der lokalen Saale-Zeitung soll Bismarck Streits ungezwungenes Verhalten geschätzt haben.
Karl Streit entwickelte sich zu einem Kunstsammler von Rang. So legte er in der Oberen Saline eine Sammlung von mindestens zwölf Werken des damals noch unbekannten Bildhauers Tilman Riemenschneider an, die er im Jahr 1890 aus unbekanntem Grund wieder verkaufte. Im Jahr 1888 veröffentlichte Streit unter dem Titel »Tylmann Riemenschneider – 1460–1531 – Leben und Kunstwerke des Fränkischen Bildschnitzers – Mit 93 Abbildungen von Karl Streit – Kgl. Oekonomierath zu Bad Kissingen, obere Saline« zwei buchartige Schatullen mit – allerdings seitenverkehrten – Abbildungen der Riemenschneider-Exponate.

### Weltpolitik
Trotz zahlreicher Anwendungen im Rahmen seiner Kuraufenthalte hat Otto von Bismarck von der Oberen Saline aus Weltpolitik gemacht.
Am 15. Juni 1877 diktierte Otto von Bismarck seinem Sohn Herbert von Bismarck in der Bismarck-Wohnung das Kissinger Diktat, in dem er die Grundlagen seiner Außenpolitik darlegte.
Mit dem Ziel der Versöhnung mit der katholischen Kirche nach dem Kulturkampf empfing er im Jahr 1878 Nuntius Gaetano Aloisi Masella sowie im Jahr 1883 Kardinal Edward Henry Howard.
Am 14. August 1880 entwickelte Bismarck in einer Unterredung mit dem Präsidenten des Reichskanzleramtes Karl von Hofmann in der Oberen Saline die Grundlagen seiner Sozialreform.

## Bismarck im Bild
Otto von Bismarck wurde während seiner Kuraufenthalte in der Oberen Saline mehrfach bildlich dargestellt.
Im Jahr 1874 begann zwischen Bismarck und dem Maler Franz von Lenbach in der Oberen Saline eine lebenslange Freundschaft. Zwischen 1878 und 1896 fertigte er verschiedene Porträts des Reichskanzlers in unterschiedlichen Posen, in Uniform und in Zivil an und konzentrierte sich in den meisten Bildnissen auf Bismarcks Antlitz. Lenbachs Bismarck-Porträts sind von einem Helldunkel in Öl, Pastell oder Kreide geprägt.
Neben Lenbach gehörte der österreich-ungarische Maler Josef Arpád Koppay zu den wenigen Porträtmalern, die Bismarcks Vertrauen genossen. Im Jahr 1888 entstand ein Doppelporträt des Reichskanzlers gemeinsam mit dessen Sohn Herbert von Bismarck, dass vor allem von Bismarcks Ehefrau Johanna von Puttkamer sehr geschätzt wurde. Im Jahr 1893 malte Koppay ein Bismarck-Porträt, das den Reichskanzler Zeitung lesend in seinem Arbeitszimmer in der Oberen Saline zeigt.
Hofphotograph Jacques Pilartz, der im Sommer 1875 sein Atelier an den Kissinger Rosengarten verlegt hatte, hat laut Hamburger Nachrichten am 29. August 1890 „die schönsten Bilder“ gemacht „die man je den Fürsten darstellen sah“. Im Jahr 1883 fertigte Pilartz seine erste Bismarck-Photographie an, die die Zufriedenheit des Reichskanzlers fand, so dass Pilartz von Bismarck in den Folgejahren weitere Aufträge erhielt. Von Pilartz' Bismarckaufnahmen, die in Deutschland alle weite Verbreitung fanden, wurden jene aus der Bilderserie von August 1890 am beliebtesten. Diese zeigen einen souveränen Reichskanzler kurz nach seiner Entlassung als Reichskanzler durch Kaiser Wilhelm II.
Neben Bildnissen und Fotografien entstand im Jahr 1893 ein sehr populäres Bismarck-Relief. Bildhauer Adolf von Hildebrand fertigte es im Jahr 1893 nach einer Modellskizze an, die er bei einem Besuch in der Oberen Saline vom Reichskanzler angefertigt hatte. Adolf von Hildebrand verarbeitete das Relief auch im Jahr 1895 in einer Medaille aus Anlass von Bismarcks 80. Geburtstag.

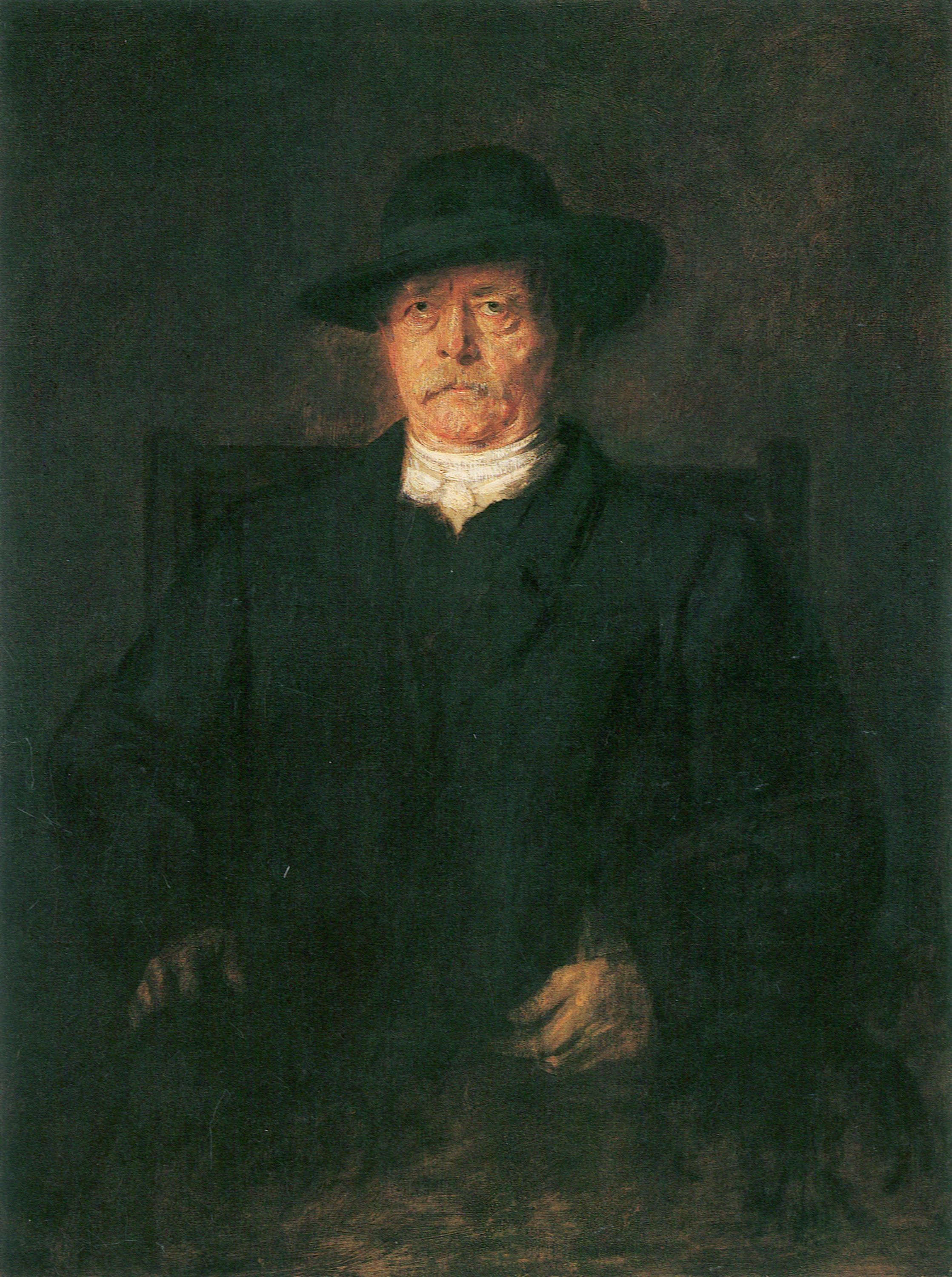
Porträtgemälde von Otto von Bismarck (Franz von Lenbach, um 1880)

## Bismarck-Ehrungen in Bad Kissingen

### Bismarck-Denkmal (1877)

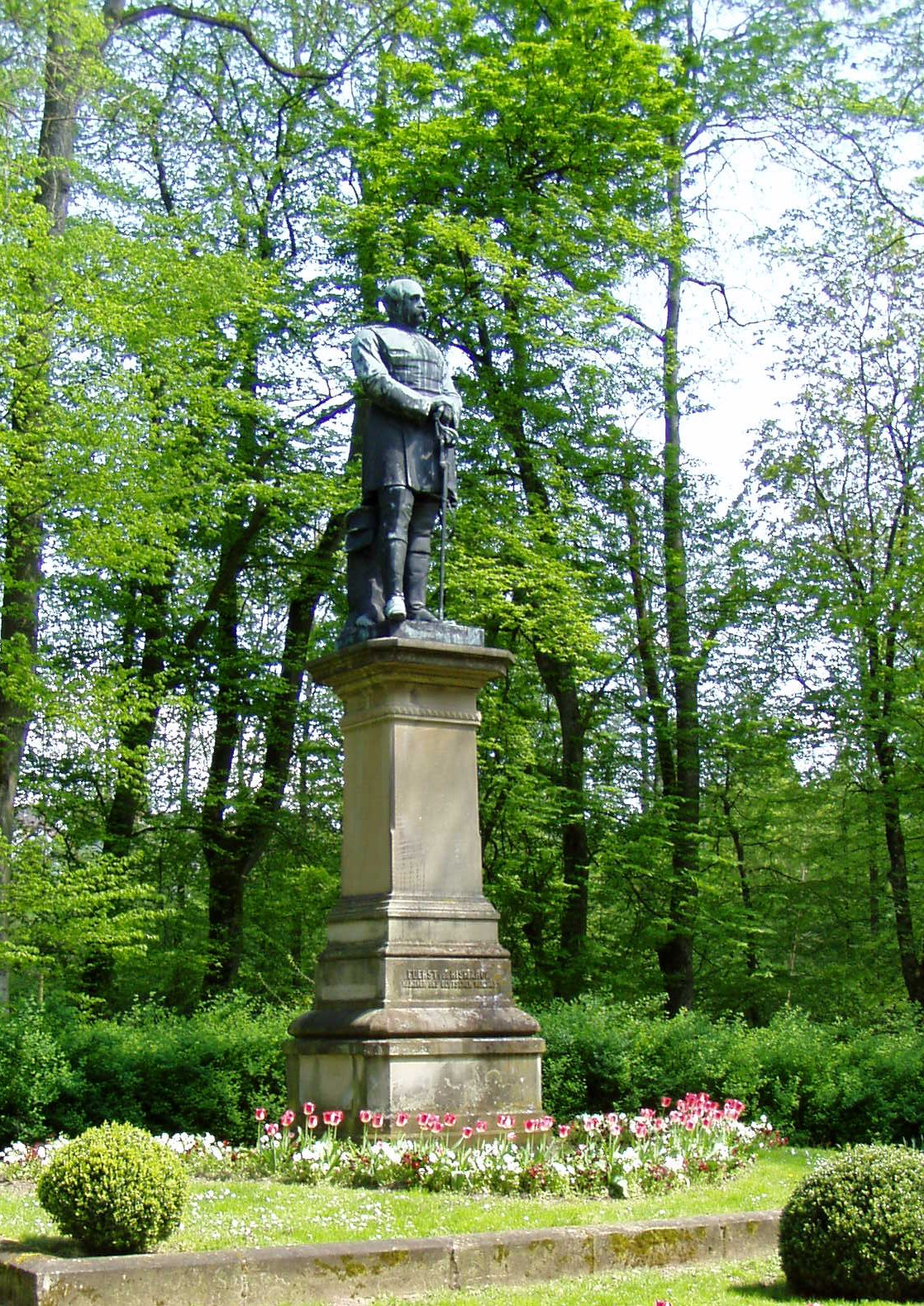
Bismarck-Denkmal (Foto von 2014)

Im Jahr 1877 entstand nahe dem von Bismarck häufig besuchtem Salinenbad das von Heinrich Manger gestaltete Bismarck-Denkmal. Bei dem noch zu Lebzeiten des Reichskanzlers errichteten Denkmal handelt es sich um das erste Bismarckdenkmal in Deutschland. Trotz seiner zahlreichen Kuraufenthalte in Hausen soll Bismarck das Denkmal nie in Augenschein genommen haben, denn er wäre, wie er es in einer Rede im Reichstag am 28. November 1881 selbst formulierte, »von der größten Verlegenheit, […] mit welchem Gesicht ich an meiner Statue vorbeigehen sollte«. Zudem störe es ihn, »wenn ich gewissermaßen fossil neben mir dastehe«.

### Ehrenbürgerbrief (1885)
Seinen ersten Ehrenbürgerbrief erhielt Bismarck im Jahr 1867 von der Gemeinde Barby, die nächsten von Bremen, Hamburg, Lübeck und Berlin. Bis zum 1. April 1895 verliehen 396 Kommunen Bismarck das Ehrenbürgerrecht. Bad Kissingen verlieh Bismarck in dieser Reihe am 19. Februar 1885 den 22. Ehrenbürgerbrief. Es existiert keine Abbildung von dem Dokument, da das Archiv, das es lange Jahre aufbewahrte, es nicht ablichtete. Der Text des Dokuments lautet:
Durch Beschluss der unterfertigten beiden städtischen Collegien

vom 19 ten Februar 1885 wurde

Seine Durchlaucht

Fürst Otto von Bismarck

Kanzler des Deutschen Reichs

zum Ehrenbürger der Stadt Bad Kissingen ernannt.

Worüber Urkunde

Stadt Bad Kissingen, den 19. Februar 1885

Der Stadtmagistrat0000000000Das Collegium

Fuchs000000000000000Gayde

Rechtsk[undiger] Bürgermeister0000001. Vorstand
Im Gegensatz zu anderen Ehrenbürgerbriefen gibt das Bad Kissinger Dokument keine Auskünfte über die Gründe für die Verleihung der Ehrenbürgerwürde, genauso wenig wie eine von Künstlerhand angefertigte Glückwunschadresse zum 70. Geburtstag am 1. April 1885 mit Ansichten von Bad Kissinger Örtlichkeiten. Einer Vermutung von Stadt- und Kreisheimatpfleger Werner Eberth zufolge bildet diese Glückwunschadresse den eigentlichen Ehrenbürgerbrief. Laut Ulrich Lappenküper stützen die im Stadtarchiv Bad Kissingen verwahrten Dokumente diese These nicht.
Es begann mit dem Antrag des Magistratsrats Engelbrecht, zu Bismarcks 50-jährigem Dienstjubiläum und 70. Geburtstag eine „künstlerisch ausgestattete Glückwunschadresse an densselben abzusenden“, der am 22. Januar genehmigt wurde. Mit der künstlerischen Ausführung der Adresse sollte der kgl. Professor an der Kunstgewerbeschule in Nürnberg, Fritz Wanderer, betraut werden.
Da Bürgermeister Fuchs Wanderers Honorarforderungen in Höhe von 600 Mark als zu hoch empfand und Ökonomierat Carl Streit den „Postadjunkten“ Hans Unkelhaeuser aus Miltenberg empfahl, nahm Fuchs eine Woche später im Auftrag des Magistrats Kontakt mit Unkelhaeuser auf. Zudem wurde die Organisation einer Bismarckfeier beschlossen und zu diesem Zweck ein Komitee einberufen, dem der kgl. Badkommissar und Bezirksamtmann Hermann von Mauchenheim genannt Bechtolsheim, der Bürgermeister und der katholische Stadtpfarrer angehören sollten. Da im Gemeindeetat für Feiern dieser Art lediglich 250 Mark vorgesehen waren, wurde vereinbart, für eventuelle Mehrausgaben den „Reservefonds pro 1885“ in Anspruch zu nehmen. Als Nächstes war zur Umsetzung der Magistratsbeschlüsse die Entscheidung des Gemeindecollegiums nötig. Schließlich genehmigten beide Instanzen in einer gemeinsamen Sitzung am 13. Februar maximal 900 Mark für die Bismarckfeier mit der Begründung, dass die Stadt „eine Ehrenschuld an den Reichskanzler Fürst Bismarck abzutragen“ habe. Fünf Tage später erweiterte der Magistrat den Beschluss unter dem Vorbehalt der Zustimmung des Gemeindecollegiums um die Absicht, die Glückwunschadresse an Bismarck um die Verleihung des Ehrenbürgerrechtes zu ergänzen. Nachdem Unkelhaeuser zwischenzeitlich „mit Vergnügen“ seine Bereitschaft erklärt hatte, die Glückwunschadresse anzufertigen, stimmte das Gremium auf Fuchs’ Vorschlag hin der Auftragserteilung an Unkelhaeuser und der Zahlung eines Honorars von 400 Mark zu.
Für den Magistrat entwickelte sich inzwischen das Bemühen von Karl Streit als unerfreulich, seine Vermittlung zum Künstler Bismarck gegenüber möglichst positiv darzustellen. Daher forderte der Magistrat Bürgermeister Fuchs dazu auf, die Verhandlungen mit Unkelhaeuser keinesfalls über Streit laufen zu lassen. Zudem war der Magistrat dafür, die Adresse durch eine Deputation in Berlin an Bismarck zu übergeben. Noch vor der Zustimmung des Gemeindecollegiums zu diesem Beschluss am 4. März 1885 erkundigte sich Fuchs bei Herbert von Bismarck, dem Sohn des Reichskanzlers, ob sein Vater bereit wäre, die Ehrenbürgerwürde anzunehmen und eine Delegation zu empfangen. Zugleich erteilte er Unkelhaeuser den Auftrag und hoffte, dass die Adresse „der Stadt Bad Kissingen als Weltbad vollkommen entspricht“. Die Antwort von Herbert von Bismarck war nur bedingt im Sinne von Fuchs aus. Zwar bat Bismarck am 22. Februar den Staatssekretär des Auswärtigen Amtes, auszurichten, er werde sich „durch die Verleihung des Ehrenbürgerrechtes der Stadt Kissingen sehr geehrt fühlen“ und „er sich nach seinem wiederholten langen Aufenthalt [...] schon jetzt als einen Bürger derselben glaubt ansehen zu dürfen“. Jedoch ließe es sein Gesundheitszustand nicht zu, an seinem Geburtstag Deputationen zu empfangen, er rege deshalb einen Versand der Adresse per Post an. Zur Freude von Fuchs erklärte Bismarck sich in den nächsten Wochen doch bereit, Deputationen zu seinem Geburtstag zu empfangen. Wie am 18. März 1885 sein Schwiegersohn Kuno zu Rantzau an Fuchs schrieb, könne er zwar nicht für jede einzelne Delegation eine bestimmte Zeit vorschlagen, stehe aber zwischen 11 und 16 Uhr für Glückwünsche zur Verfügung. Sollten die Herren ihn persönlich sprechen wollen, sei es ratsam, auch das Ehrendiplom im Voraus zuzusenden. Eine Woche erreichte Fuchs Bismarcks persönlicher Dank für den Text der Geburtstagsadresse, den man ihm telegrafiert hatte, und freute sich darüber, sich in Kissingen „nicht bloß als Ehrenbürger,sondern als heimisch“ betrachten zu dürfen. Er bat zudem  um eine Liste der städtischen Vertreter, die ihn besuchen wollten. Für die Kissinger Kollegien war das ein gewisses Problem, weil der Magistrat Bürgermeister Fuchs und Magistratsrat Schmidt entsenden wollte und das Collegium der Gemeindebevollmächtigten beschloss, auch seinen Vorstand Carl Gayde zu Bismarck zu schicken. Da die Delegation nach Meinung des Magistrats nur aus zwei Personen bestehen sollte, musste Schmidt zurücktreten. Im Reichskanzlerpalais äußerte sich Bismarck beiden gegenüber sehr liebenswürdig, bedankte sich für das Ehrendiplom und die Glückwunschadresse und kündigte an, im Sommer wieder zur Kur kommen zu wollen. Beim versprochenen Kuraufenthalt Bismarcks zwei Monate später berichtete die Saale-Zeitung, dass Bismarck als Zeichen der Dankbarkeit die Teilnehmer der Deputation zum Festbankett einlud.
Bei allem Erfolg musste sich der Magistrat noch mit Karl Streit auseinandersetzen, der sich nicht so leicht verdrängen lassen wollte. Obwohl der Magistrat das Ehrenbürgerdiplom und die Glückwunschadresse vom 26. bis zum 28. Mai für die Öffentlichkeit im Rathaussaal ausstellte, hielt Streit es für angebracht und nötig, Kopien der beiden Schriftstücke für die Stadt zu sichern und gewann Unkelhaeuser dafür, unentgeltlich Kopien beider Schriftstücke für das Archiv der Stadt anzufertigen. Zudem hatte er für Bismarcks Original eine Siegelkapsel für das Stadtwappen gestiftet, die Stadt damit zu einigem Dank verpflichtet und sich selbst Bismarck gegenüber in einem besseren Licht positioniert. Als Unkelhaeuser nach längerer Zeit Mitte 1886 die Kopien vorlegte, war aller Ärger vergessen. Der Magistrat sprach ihm für seine eigentlich unentgeltliche Arbeit ein Sonderhonorar von 50 Mark zu. Eigentlich war der im Vorjahr festgelegte Etat bereits erschöpft, denn die Reise der Deputation nach Berlin, die Glückwunschadresse und das Ehrenbürgerdiplom hatten inklusive des Honorars für Unkelhaeuser insgesamt 899,25 Mark gekostet. Im Stadtarchiv Bad Kissingen finden sich noch weitere Informationen beispielsweise über die Sitzungen des „Localcomités“ zur Abhaltung der Bismarckfeier am 25. März 1885 und ihr Programm.
Im Rahmen der Umsetzung des Ausgleichsleistungsgesetzes wurden im Jahr 2016 94 Ehrenbürgerbriefe aus dem Landesarchiv Sachsen-Anhalt in Wernigerode an die Erbengemeinschaft nach Otto (II.) von Bismarck restituiert. Um dieses Konvolut vor einem eventuellen Verkauf ins Ausland zu bewahren, hat es die Otto-von-Bismarck-Stiftung im Jahr 2016 mittels erheblicher Sondermittel der Bundesbeauftragten für Kultur und Medien eingekauft. Seitdem werden in Friedrichsruh insgesamt 115 Ehrenbürgerbriefe verwahrt, darunter 10 Sammel-Ehrenbürgerbriefe, verliehen von insgesamt 483 Gemeinden und Städten, darunter auch Bad Kissingen.

### Bismarckstraße (1893)
Als nach Bismarcks letztem Kuraufenthalt in Hausen auf Grund von dessen angegriffenem Gesundheitszustand abzusehen war, dass kein weiterer Kuraufenthalt Bismarcks folgen würde, beschloss der Magistrat der Stadt Bad Kissingen am 10. August 1893 eine Umbenennung der Saalestraße in Bismarckstraße. Wie der Bad Kissinger Bürgermeister Theobald von Fuchs betonte, verdiene gerade die Straße eine Benennung nach Bismarck, in der der Reichskanzler beim Attentat von 1874 aus großer Gefahr gerettet worden sei.

### Bismarckturm (1914)

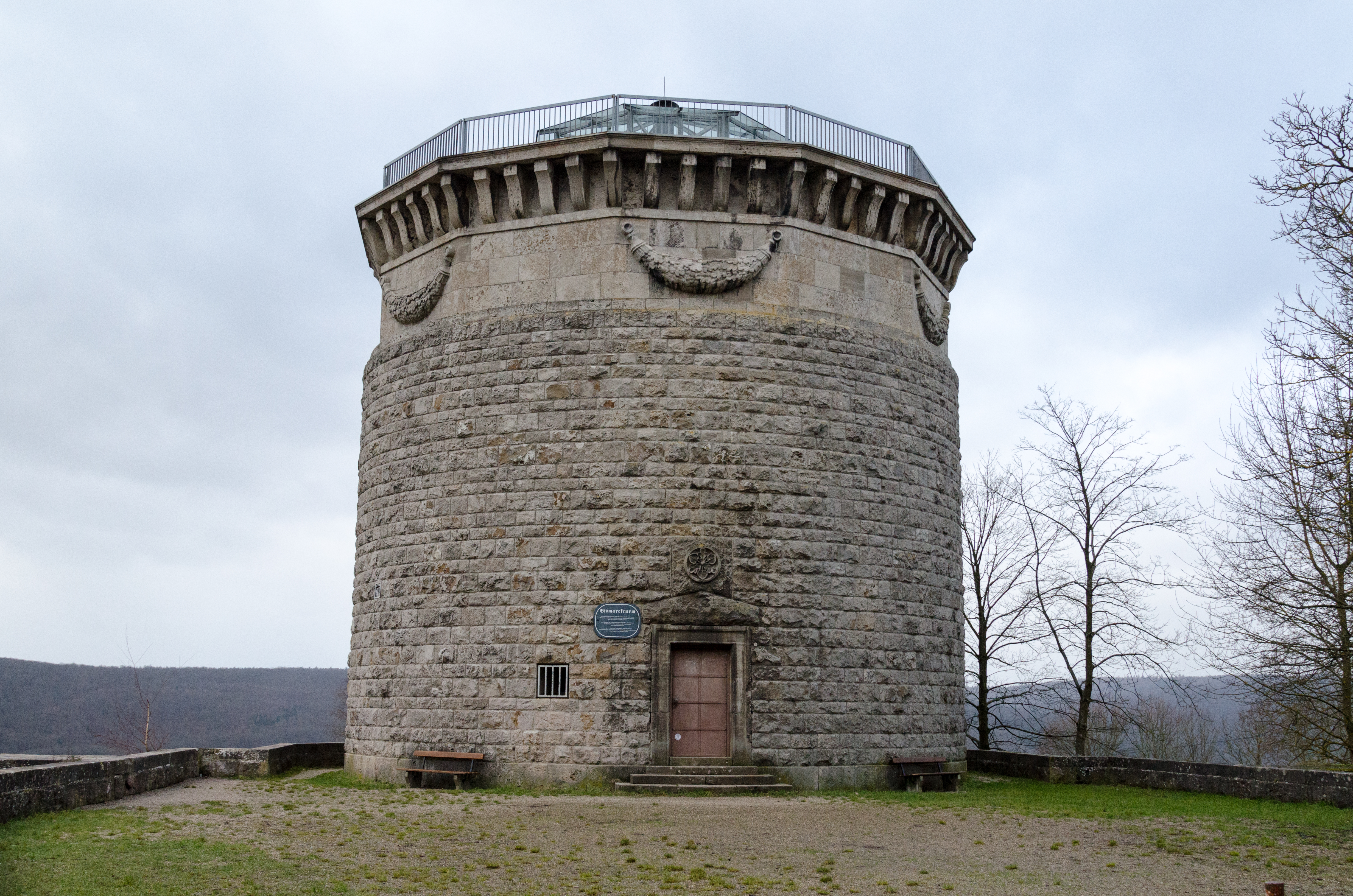
Bismarckturm

Im Jahr 1914 wurde auf dem Bad Kissinger Sinnberg mit dem Bau des Bismarckturms nach Plänen des Architekten Wilhelm Kreis begonnen. Die Initiative zum Bau des Turms ging auf den Turmbauverein unter dem Vorsitz des Apothekers Oscar Ihl zurück; dieser Verein stand in Konkurrenz zum Wittelsbacher-Verein, der den Bau des Wittelsbacher Turms auf dem Scheinberg in Arnshausen (heute Stadtteil von Bad Kissingen) initiierte. Auf Grund des Ersten Weltkrieges wurden die Bauarbeiten unterbrochen; weitere Arbeiten fanden 1926–1928 statt.

### Bismarck-Museum (1998)
Am 30. Juli 1998, an Bismarcks 100. Todestag, wurde das Bismarck-Museum in der Oberen Saline offiziell eröffnet. Es umfasst neben der Bismarck-Wohnung noch mehrere Ausstellungsräume, die sich mit dem Leben und der Politik Otto von Bismarcks während seiner Aufenthalte in Bad Kissingen befassen. Nach 2000 wurden in der Oberen Saline vier neue Museumsabteilungen eröffnet. Durch diese Erweiterungen bekam das Museum einen neuen Namen und heißt seitdem offiziell Museum Obere Saline. Es besteht heute aus dem „Bismarck-Museum“ (1998) sowie den Abteilungen „Salz und Salzgewinnung“ (2007), „Heilbad Kissingen“ (2007), „Spielzeugwelt“ (2011) und „Weltbad Kissingen“ (2016) und verfügt über eine Ausstellungsfläche von 1400 m².

### Merchandising
Bismarcks Kuraufenthalte wurden in Bad Kissingen auch reklametechnisch vermarktet. So bekam der ehemalige Gendarmeriewachtmeister Johann Michel, Mitglied von Bismarcks Leibwache, am 15. August 1897 die Genehmigung, sein Café Belvedere (heute Teil der Bad Kissinger Parkklinik Heiligenfeld) in Café Fürst Bismarck umzubenennen. Es wurden Bismarck-Stangen – ein Zwiebackgebäck in der Form des von Bismarck auf seinen Spaziergängen benutzten Spazierstock – gebacken; nach Wiederauffinden des Rezeptes wurden ab 1998 wieder Bismarck-Stangen verkauft. Otto von Bismarck gehört regelmäßig zu den von Bad Kissinger Bürgern dargestellten Historischen Persönlichkeiten des Bad Kissinger Rakoczy-Festes.